# Squadra brasiliana di Coppa Davis
La squadra brasiliana di Coppa Davis rappresenta il Brasile nella Coppa Davis, ed è posta sotto l'egida dalla Confederação Brasileira de Tênis.
La squadra partecipa alla competizione dal 1932, non avendo però mai vinto la manifestazione. Il miglior risultato ad oggi sono le semifinali raggiunte in due occasioni, nel 1992 e nel 2000. Prima dell'introduzione del Gruppo Mondiale, il Brasile si qualificò alla finale interzonale nel 1966 e nel 1971.

## Organico 2024
Vengono di seguito illustrati i convocati per ogni singolo turno della Coppa Davis 2019. A sinistra dei nomi la nazione affrontata e il risultato finale. Fra parentesi accanto ai nomi, il ranking del giocatore nel momento della disputa degli incontri (la "d" indica che il ranking corrisponde alla specialità del doppio).
| Qualificazioni Gruppo Mondiale | Qualificazioni Gruppo Mondiale                                                                               |
| Svezia (3-1)                   | Thiago Monteiro (119) Felipe Meligeni Alves (153) Gustavo Heide (241) João Fonseca (651) Rafael Matos (57 d) |
| ------------------------------ | --- |

| Gruppo Mondiale - Round Robin | Gruppo Mondiale - Round Robin | Gruppo Mondiale - Round Robin | Gruppo Mondiale - Round Robin                                                                               |
| Italia (1-2)                  | Paesi Bassi (1-2)             | Belgio (2-1)                  | Thiago Monteiro (76) João Fonseca (158) Felipe Meligeni Alves (165) Rafael Matos (35 d) Marcelo Melo (37 d) |
| ----------------------------- | ----------------------------- | ----------------------------- | --- |

## Risultati
= Incontro del Gruppo Mondiale

### 2010-2019
| Anno | Turno                          | Data            | Sede                        | Avversario      | Punteggio | Esito     |
| ---- | ------------------------------ | --------------- | --------------------------- | --------------- | --------- | --------- |
| 2010 | Gruppo I, 2º turno             | 7-9 maggio      | Bauru (BRA)                 | Uruguay         | 5–0       | Vittoria  |
| 2010 | Spareggi Gruppo Mondiale       | 17-19 settembre | Chennai (IND)               | India           | 2–3       | Sconfitta |
| 2011 | Gruppo I, 2º turno             | 8-10 luglio     | Montevideo (URY)            | Uruguay         | 5–0       | Vittoria  |
| 2011 | Spareggi Gruppo Mondiale       | 16-18 settembre | Kazan' (RUS)                | Russia          | 2–3       | Sconfitta |
| 2012 | Gruppo I, 2º turno             | 6-8 aprile      | São José do Rio Preto (BRA) | Colombia        | 4–1       | Vittoria  |
| 2012 | Spareggi Gruppo Mondiale       | 14-16 settembre | São José do Rio Preto (BRA) | Russia          | 5–0       | Vittoria  |
| 2013 | Gruppo Mondiale, 1º turno      | 1-3 febbraio    | Jacksonville, FL (USA)      | Stati Uniti     | 2–3       | Sconfitta |
| 2013 | Spareggi Gruppo Mondiale       | 13-15 settembre | Ulma (DEU)                  | Germania        | 1–4       | Sconfitta |
| 2014 | Gruppo I, 2º turno             | 4-6 aprile      | Guayaquil (ECU)             | Ecuador         | 3–1       | Vittoria  |
| 2014 | Spareggi Gruppo Mondiale       | 12-14 settembre | San Paolo (BRA)             | Spagna          | 3–1       | Vittoria  |
| 2015 | Gruppo Mondiale, 1º turno      | 6-8 marzo       | Buenos Aires (ARG)          | Argentina       | 2–3       | Sconfitta |
| 2015 | Spareggi Gruppo Mondiale       | 18-20 settembre | Florianópolis (BRA)         | Croazia         | 1–3       | Sconfitta |
| 2016 | Gruppo I, Playoff              | 15-17 luglio    | Belo Horizonte (BRA)        | Ecuador         | 3–1       | Vittoria  |
| 2016 | Spareggi Gruppo Mondiale       | 16-18 settembre | Ostenda (BEL)               | Belgio          | 0–4       | Sconfitta |
| 2017 | Gruppo I, Playoff              | 7-9 aprile      | Ambato (ECU)                | Ecuador         | 5–0       | Vittoria  |
| 2017 | Spareggi Gruppo Mondiale       | 15-17 settembre | Osaka (JPN)                 | Giappone        | 1–3       | Sconfitta |
| 2018 | Gruppo I, 1º Turno             | 1-3 febbraio    | Santo Domingo (DOM)         | Rep. Dominicana | 3–2       | Vittoria  |
| 2018 | Gruppo I, 2º turno             | 5-7 aprile      | Barranquilla (COL)          | Colombia        | 2–3       | Sconfitta |
| 2019 | Qualificazioni Gruppo Mondiale | 1-2 febbraio    | Uberlândia (BRA)            | Belgio          | 1–3       | Sconfitta |
| 2019 | Gruppo I, Playoff              | 13-14 settembre | Uberlândia (BRA)            | Barbados        | 3–1       | Vittoria  |

### 2020-2029
| Anno | Turno                          | Data            | Sede                   | Avversario  | Punteggio | Esito     |
| ---- | ------------------------------ | --------------- | ---------------------- | ----------- | --------- | --------- |
| 2021 | Qualificazioni Gruppo Mondiale | 6-7 marzo       | Adelaide (AUS)         | Australia   | 1–3       | Sconfitta |
| 2021 | Gruppo I, Turno principale     | 13-14 settembre | Jounieh (LBN)          | Libano      | 4–0       | Vittoria  |
| 2022 | Qualificazioni Gruppo Mondiale | 4-5 marzo       | Rio de Janeiro (BRA)   | Germania    | 1–3       | Sconfitta |
| 2022 | Gruppo I, Turno principale     | 16-17 settembre | Viana do Castelo (PRT) | Portogallo  | 1–3       | Sconfitta |
| 2023 | Gruppo I, Playoff              | 3-4 febbraio    | Florianópolis (BRA)    | Cina        | 4–0       | Vittoria  |
| 2023 | Gruppo I, Turno Principale     | 15-16 settembre | Hillerød (DNK)         | Danimarca   | 3–1       | Vittoria  |
| 2024 | Qualificazioni Gruppo Mondiale | 2-3 febbraio    | Helsingborg (SWE)      | Svezia      | 3–1       | Vittoria  |
| 2024 | Gruppo Mondiale Round Robin    | 11 settembre    | Bologna (ITA)          | Italia      | 1–2       | Sconfitta |
| 2024 | Gruppo Mondiale Round Robin    | 12 settembre    | Bologna (ITA)          | Paesi Bassi | 1–2       | Sconfitta |
| 2024 | Gruppo Mondiale Round Robin    | 14 settembre    | Bologna (ITA)          | Belgio      | 2–1       | Vittoria  |

## Statistiche giocatori
Di seguito la classifica dei tennisti belgi con almeno una partecipazione in Coppa Davis, ordinati in base al numero di vittorie. In caso di parità si tiene conto del maggior numero di incontri disputati; in caso di ulteriore parità viene dato più valore agli incontri in singolare; come quarto e ultimo criterio viene considerata la data d'esordio. In grassetto quelli tuttora in attività.

Aggiornato alla Coppa Davis 2025 (Francia-Brasile 4-0).
| #  | Tennista              | Singolare | Doppio | Totale |
| -- | --------------------- | --------- | ------ | ------ |
| 1  | Thomaz Koch           | 46–32     | 28–12  | 74–44  |
| 2  | José Mandarino        | 41–31     | 27–11  | 68–42  |
| 3  | Carlos Kirmayr        | 17–15     | 17–7   | 34–22  |
| 4  | Gustavo Kuerten       | 21–11     | 13–7   | 34–18  |
| 5  | Cássio Motta          | 13–16     | 15–5   | 28–21  |
| 6  | C-A Fernandes         | 16–10     | 9–5    | 25–15  |
| 7  | Jaime Oncins          | 12–8      | 11–6   | 23–14  |
| 8  | Thomaz Bellucci       | 21–15     | 1–0    | 22–15  |
| 9  | Luiz Mattar           | 16–15     | 4–3    | 20–18  |
| 10 | Marcelo Melo          | 1–0       | 19–7   | 20–7   |
| 11 | Bruno Soares          | 2–0       | 15–5   | 17–5   |
| 12 | Ronald Barnes         | 7–13      | 9–4    | 16–17  |
| 13 | André Sá              | 4–4       | 10–6   | 14–10  |
| 14 | Fernando Meligeni     | 13–16     | 0–0    | 13–16  |
| 15 | Thiago Monteiro       | 13–13     | 0–0    | 13–13  |
| 16 | Armando Vieira        | 10–5      | 3–6    | 13–11  |
| 17 | Flávio Saretta        | 9–5       | 1–0    | 10–5   |
| 18 | Ricardo Mello         | 8–7       | 0–0    | 8–7    |
| 19 | Marcos Hocevar        | 7–8       | 0–1    | 7–9    |
| 20 | Fernando Roese        | 2–1       | 4–8    | 6–9    |
| 21 | Rogério Dutra Silva   | 6–5       | 0–0    | 6–5    |
| 22 | Felipe Meligeni Alves | 1-1       | 5–2    | 6–3    |
| 23 | Rafael Matos          | 0-0       | 6–3    | 6–3    |
| 24 | Luis-Felipe Tavares   | 4–5       | 1–2    | 5–7    |
| 25 | Marcos Daniel         | 4–2       | 1–0    | 5–2    |
| 26 | Nelson Aerts          | 3–1       | 2–1    | 5–2    |
| 27 | Dácio Campos          | 3–2       | 1–0    | 4–2    |
| 28 | Marcelo Demoliner     | 2–1       | 2–0    | 4–1    |

| #  | Tennista                     | Singolare | Doppio | Totale |
| -- | ---------------------------- | --------- | ------ | ------ |
| 29 | Robert Falkenburg            | 2–4       | 1–3    | 3–7    |
| 30 | Ronald Moreira               | 2–1       | 1–1    | 3–2    |
| 31 | Jose Aguero                  | 2–4       | 0–0    | 2–4    |
| 32 | João Souza                   | 2–3       | 0–0    | 2–3    |
| 33 | Ultimo Simone                | 1–2       | 1–1    | 2–3    |
| 34 | Alexandre Simoni             | 0–2       | 2–1    | 2–3    |
| 35 | João Fonseca                 | 2–2       | 0–0    | 2–2    |
| 36 | Alcides Procopio             | 1–1       | 1–1    | 2–2    |
| 37 | Matheus Pucinelli de Almeida | 2-1       | 0–0    | 2–1    |
| 38 | Ney Keller                   | 0–0       | 2–1    | 2–1    |
| 39 | Fernando Gentil              | 1–0       | 1–0    | 2–0    |
| 40 | Thiago Seyboth Wild          | 1–3       | 0–0    | 1–3    |
| 41 | Danilo Marcelino             | 0–2       | 1–1    | 1–3    |
| 42 | Ricardo Acioly               | 0–0       | 1–3    | 1–3    |
| 43 | Júlio Góes                   | 1–2       | 0–0    | 1–2    |
| 44 | João Pedro Sorgi             | 1–2       | 0–0    | 1–2    |
| 45 | Manoel Fernandes             | 1–1       | 0–1    | 1–2    |
| 46 | Mauro Menezes                | 0–1       | 1–1    | 1–2    |
| 47 | Franco Ferreiro              | 1–1       | 0–0    | 1–1    |
| 48 | João Soares                  | 1–1       | 0–0    | 1–1    |
| 49 | Júlio Silva                  | 1–1       | 0–0    | 1–1    |
| 50 | Diego Cubas                  | 1–1       | 0–0    | 1–1    |
| 51 | Silvio Campos                | 1–1       | 0–0    | 1–1    |
| 52 | Gustavo Heide                | 1-1       | 0–0    | 1–1    |
| 53 | Caio Zampieri                | 1–0       | 0–1    | 1–1    |
| 54 | Fabio Silberberg             | 1–0       | 0–0    | 1–0    |
| 55 | Leonardo Kirche              | 1–0       | 0–0    | 1–0    |
| 56 | Francisco Costa              | 1–0       | 0–0    | 1–0    |

| #  | Tennista           | Singolare | Doppio | Totale |
| -- | ------------------ | --------- | ------ | ------ |
| 57 | Orlando Luz        | 1-0       | 0–0    | 1–0    |
| 58 | Josh Goffi         | 0–0       | 1–0    | 1–0    |
| 59 | Enrique De Freitas | 0–0       | 1–0    | 1–0    |
| 60 | Ivan Kley          | 0–4       | 0–1    | 0–5    |
| 61 | Thiago Alves       | 0–4       | 0–0    | 0–4    |
| 62 | Eugenio Saller     | 0–2       | 0–2    | 0–4    |
| 63 | Ivo Ribeiro        | 0–3       | 0–0    | 0–3    |
| 64 | Guilherme Clezar   | 0–3       | 0–0    | 0–3    |
| 65 | Ricardo Pernambuco | 0–2       | 0–1    | 0–3    |
| 66 | Ernesto Petersen   | 0–2       | 0–1    | 0–3    |
| 67 | Jorge Lemann       | 0–2       | 0–0    | 0–2    |
| 68 | Roberto Cardozo    | 0–2       | 0–0    | 0–2    |
| 69 | Eduardo Oncins     | 0–1       | 0–1    | 0–2    |
| 70 | Gabriel Pitta      | 0–1       | 0–1    | 0–2    |
| 71 | Ronaldo Carvalho   | 0–1       | 0–1    | 0–2    |
| 72 | Nelson Cruz        | 0–1       | 0–0    | 0–1    |
| 73 | R Vaz-Carvalhaes   | 0–1       | 0–0    | 0–1    |
| 74 | Luis-Carlos Enck   | 0–1       | 0–0    | 0–1    |
| 75 | Edvaldo Oliveira   | 0–1       | 0–0    | 0–1    |
| 76 | Ricardo Bernd      | 0–1       | 0–0    | 0–1    |
| 77 | Alessandro Camarco | 0–1       | 0–0    | 0–1    |
| 78 | Marcos Braga       | 0–1       | 0–0    | 0–1    |
| 79 | Pedro Bueno-Nete   | 0–1       | 0–0    | 0–1    |
| 80 | Márcio Carlsson    | 0–1       | 0–0    | 0–1    |
| 81 | Bruno Rosa         | 0–1       | 0–0    | 0–1    |
| 82 | João Menezes       | 0–1       | 0–0    | 0–1    |
| 83 | Raony Carvalho     | 0–0       | 0–1    | 0–1    |

## Andamento
La seguente tabella riflette l'andamento della squadra dal 1990 ad oggi.
| Pos.           | 90 | 91 | 92 | 93 | 94 | 95 | 96 | 97 | 98 | 99 | 00 | 01 | 02 | 03 | 04 | 05 | 06 | 07 | 08 | 09 | 10 | 11 | 12 | 13 | 14 | 15 | 16 | 17 | 18 | 19 | 21 | 22 | 23 | 24 |
| -------------- | -- | -- | -- | -- | -- | -- | -- | -- | -- | -- | -- | -- | -- | -- | -- | -- | -- | -- | -- | -- | -- | -- | -- | -- | -- | -- | -- | -- | -- | -- | -- | -- | -- | -- |
| Campione       |    |    |    |    |    |    |    |    |    |    |    |    |    |    |    |    |    |    |    |    |    |    |    |    |    |    |    |    |    |    |    |    |    |    |
| Finalista      |    |    |    |    |    |    |    |    |    |    |    |    |    |    |    |    |    |    |    |    |    |    |    |    |    |    |    |    |    |    |    |    |    |    |
| SF             |    |    |    |    |    |    |    |    |    |    |    |    |    |    |    |    |    |    |    |    |    |    |    |    |    |    |    |    |    |    |    |    |    |    |
| QF             |    |    |    |    |    |    |    |    |    |    |    |    |    |    |    |    |    |    |    |    |    |    |    |    |    |    |    |    |    |    |    |    |    |    |
| OF             |    |    |    |    |    |    |    |    |    |    |    |    |    |    |    |    |    |    |    |    |    |    |    |    |    |    |    |    |    |    |    |    |    |    |
| Qualificazioni | x  | x  | x  | x  | x  | x  | x  | x  | x  | x  | x  | x  | x  | x  | x  | x  | x  | x  | x  | x  | x  | x  | x  | x  | x  | x  | x  | x  | x  |    |    |    |    |    |
| Gruppo I       |    |    |    |    |    |    |    |    |    |    |    |    |    |    |    |    |    |    |    |    |    |    |    |    |    |    |    |    |    |    |    |    |    |    |
| Gruppo II      |    |    |    |    |    |    |    |    |    |    |    |    |    |    |    |    |    |    |    |    |    |    |    |    |    |    |    |    |    |    |    |    |    |    |
| Gruppo III     | x  | x  |    |    |    |    |    |    |    |    |    |    |    |    |    |    |    |    |    |    |    |    |    |    |    |    |    |    |    |    |    |    |    |    |
| Gruppo IV      | x  | x  | x  | x  | x  | x  | x  |    |    |    |    |    |    |    |    |    |    |    |    |    |    |    | x  | x  | x  | x  | x  | x  | x  | x  |    |    |    |    |

Legenda
- Campione: La squadra ha conquistato la Coppa Davis.
- Finalista: La squadra ha disputato e perso la finale.
- SF: La squadra è stata sconfitta in semifinale.
- QF: La squadra è stata sconfitta nei quarti di finale.
- OF: La squadra è stata sconfitta negli ottavi di finale (1º turno). Dal 2019 sostituito dal Round Robin.
- Qualificazioni: La squadra è stata sconfitta al turno di qualificazione. Istituito nel 2019.
- Gruppo I: La squadra ha partecipato al Gruppo I della propria zona di appartenenza.
- Gruppo II: La squadra ha partecipato al Gruppo II della propria zona di appartenenza.
- Gruppo III: La squadra ha partecipato al Gruppo III della propria zona di appartenenza.
- Gruppo IV: La squadra ha partecipato al Gruppo IV della propria zona di appartenenza.
- x: Ove presente, la x indica che in quel determinato anno, il Gruppo in questione non è esistito nella zona geografica di appartenenza della squadra.